# Copa Telmex 2009
Il Copa Telmex 2009 è stato un torneo di tennis giocato sulla terra rossa nella categoria ATP World Tour 250 series nell'ambito dell'ATP World Tour 2009.
È stata la 70ª edizione del Copa Telmex.
Si è giocato a Buenos Aires in Argentina,dal 16 al 22 febbraio 2009.

## Partecipanti

### Teste di serie
| Giocatore         | Nazionalità | Ranking* | Testa di serie |
| ----------------- | ----------- | -------- | -------------- |
| David Nalbandian  | Argentina   | 10       | 1              |
| Nicolás Almagro   | Spagna      | 23       | 2              |
| Tommy Robredo     | Spagna      | 17       | 3              |
| Carlos Moyá       | Spagna      | 49       | 4              |
| José Acasuso      | Argentina   | 35       | 5              |
| Albert Montañés   | Spagna      | 40       | 6              |
| Marcel Granollers | Spagna      | 44       | 7              |
| Eduardo Schwank   | Argentina   | 53       | 8              |

- Ranking al 16 febbraio 2009.

### Altri partecipanti
Giocatori che hanno ricevuto una Wild card:
- Gastón Gaudio
- Sergio Roitman
- Juan Ignacio Chela

Giocatori passati dalle qualificazioni::

- Daniel Muñoz de la Nava
- Franco Ferreiro
- Máximo González
- Pablo Cuevas

## Campioni

### Singolare
Tommy Robredo ha battuto in finale  Juan Mónaco con il punteggio di 7–5, 2–6, 7–6(5)

### Doppio
Marcel Granollers /  Alberto Martín hanno battuto in finale  Nicolás Almagro /  Santiago Ventura con il punteggio di 6–3, 5–7, [10–8]